# Ben Hur (Roman)

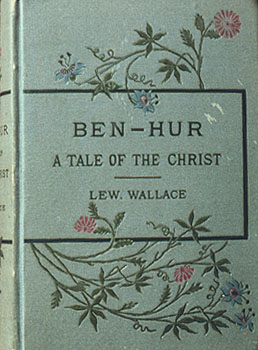
Buchdeckel von 1880

Ben Hur (im englischen Original Ben-Hur: A Tale of the Christ) ist ein 1880 erschienener Roman des amerikanischen Generals und Politikers Lew Wallace.

## Handlung
Der Roman schildert das Leben des fiktiven jüdischen Fürsten Judah Ben Hur, der zu Beginn des 1. Jahrhunderts n. Chr. wegen eines vermeintlichen Attentats auf den römischen Statthalter von Judäa zur Galeerenstrafe verurteilt wird, später aber in seine Heimat zurückkehrt und eine Widerstandsbewegung gegen die Römer plant. In einem Wagenrennen besiegt er seinen früheren Freund und späteren Widersacher, den Römer Messala. Ben Hur bricht seine Aufstandspläne ab, als er von der Glaubensbotschaft des gekreuzigten Jesus überzeugt wird.

## Wirkungsgeschichte
Der Roman war ein großer und in viele Sprachen übersetzter Erfolg. Er war im 19. Jahrhundert das nach der Bibel meistgedruckte Buch. Zu Beginn des 20. Jahrhunderts wurde er zu einem Theaterstück umgearbeitet.
1907 entstand ein fünfzehnminütiger Stummfilm, der zu einem ersten aufsehenerregenden Fall einer Copyright-Verletzung wurde (siehe Ben Hur (1907)). 1925 wurde der Stoff mit Ramón Novarro in der Titelrolle aufwendig verfilmt (siehe Ben Hur (1925)). Bemerkenswert sind die Farbsequenzen in Zwei-Farben-Technicolor, in denen Ben Hur als bedeutendster Rennfahrer Roms gefeiert wird. Noch bekannter wurde die Verfilmung von 1959, die als Klassiker und Inbegriff des Monumentalfilms gilt (siehe Ben Hur (1959)). Es war der erste Film, bei dem intensiv mit der Blue-Screen-Technik gearbeitet wurde.
2003 wurde eine Version als Zeichentrickfilm für das US-Fernsehen produziert; die Hauptrolle sprach Charlton Heston, der Ben-Hur-Darsteller aus der Verfilmung 1959. 2010 wurde eine Verfilmung für das Fernsehen fertiggestellt (Ben Hur (2010)), in der Joseph Morgan die Rolle des Ben Hur spielt. 2016 folgte eine weitere Verfilmung.
2016 veröffentlichte Wallace’ Ur-Ur-Enkelin Carol Wallace eine aktualisierte Version des Romans, welche sich unter anderem auf Modernisierung von Sprache und weiblicher Charakter-Porträtierung konzentrierte (ISBN 978-3-86334-122-0).

## Historische Ungenauigkeiten
Ob man an dieser Stelle von „historischer“ Ungenauigkeit reden mag, sei dahingestellt. Aber eingeleitet wird der Roman durch die Geschichte der Geburt Jesu. Dabei gestaltet der Roman die Personen der Weisen aus dem Morgenland Mt 2,1  entsprechend der hier üblichen Tradition als Kaspar, Melchior und Balthasar. Absolut ahistorisch ist die Annahme, dass ein Grieche in dieser Zeit mit dem semitischen Namen Kaspar groß geworden wäre, dass ein Mensch vom Indus zur Zeitenwende sein Herkunftsland so benannt hätte, dass man das heute mit „Indien“ übersetzen könnte und dann auch noch einen hebräischen Namen getragen hätte, oder gar, dass ein Ägypter die gräzisierte Form eines babylonischen Namens getragen hätte. Auch hätten nie ein Grieche und ein Ägypter nach Jerusalem kommen können und dort mit Recht behaupten können, aus dem Morgenland zu kommen.
Die Person des Juda Ben Hur wird in einer Szene mit einem Springbrunnen im Palastgarten auf Zion eingeführt. Springbrunnen waren ein Luxus in vielen Orten des römischen Reiches, aber nicht auf einem Berg. Die Wasserversorgung Jerusalems war eine Glanzleistung des orientalischen Altertums, jedoch nicht für den Betrieb von Springbrunnen auf einer Bergfeste geeignet.
Die im Roman und den Verfilmungen dargestellte Galeerenstrafe gab es in der Antike nicht. Römische Kriegsschiffe wurden von gut ausgebildeten und bezahlten Seesoldaten gerudert. Es erfordert viel Geschick und hartes Training, eine große Galeere gleichmäßig zu rudern, und bei der Professionalität der römischen Armee wollte man nichts dem Zufall überlassen. Ungeübte Ruderbesatzungen aus Sklaven, deren Kraft und Ausdauer durch körperliche Strafen und unzureichende Verpflegung eingeschränkt gewesen wären und die ob der Hoffnungslosigkeit ihrer Situation womöglich gemeutert hätten, wären nicht sinnvoll gewesen.
Eine weitere historische Unmöglichkeit ist die Beteiligung von zwei Mitgliedern der römischen Oberschicht an einem öffentlichen Rennen. Als Angehörigem der jüdisch-hellenistischen Oberschicht wäre es Ben Hur zwar möglich gewesen, Rennen zu fahren, jedoch nicht als Adoptivsohn eines römischen Senators, zumal er unter dessen Augen schon im Circus Maximus gefahren war.

## Ausgaben
- Ben-Hur. A Tale of the Christ. Harper, New York 1880 (Erstausgabe).
- Ben Hur. Deutsche Verlags-Anstalt, Stuttgart/Leipzig 1887. (Deutsche Erstausgabe;[1] Rezension in: F. Groß: Christus als Romanfigur. In: Neues Wiener Tagblatt. Demokratisches Organ / Neues Wiener Abendblatt. Abend-Ausgabe des („)Neuen Wiener Tagblatt(“) / Neues Wiener Tagblatt. Abend-Ausgabe des Neuen Wiener Tagblattes / Wiener Mittagsausgabe mit Sportblatt / 6-Uhr-Abendblatt / Neues Wiener Tagblatt. Neue Freie Presse – Neues Wiener Journal / Neues Wiener Tagblatt, 30. August 1887, S. 1 (online bei ANNO).)
- Ben Hur: Eine Erzählung aus der Zeit Christi. Originalfassung. Books on Demand, Norderstedt 2015, ISBN 3-7386-3998-5.
- Ben-Hur. Eine Erzählung aus der Zeit Christi. Vollständige Ausgabe. Herausgegeben, mit einem Nachwort und Anmerkungen von Günter Jürgensmeier, der auch die Übersetzung dieser Ausgabe auf der Grundlage mehrerer zeitgenössischer Übertragungen neu erstellte. Deutscher Taschenbuch-Verlag (dtv), München 2002, ISBN 3-423-20503-2.
- Originaltext des Romans (englisch)
- Deutscher Text im Projekt Gutenberg-DE Übersetzt von Wilhelm Cremer, Verlag der Schiller-Buchhandlung, Berlin 1906.

## Hörbücher
- 2006: Ben Hur (gelesen von Ulrich Noethen), Random House Audio, ISBN 978-3-86604-294-0
- 2014: Ben Hur (Audible exklusiv, gelesen von Oliver Rohrbeck)
- 2019: Ben Hur (Spotify, gelesen von Karlheinz Gabor)